# 外接球面

立方体の外接球面

初等幾何学における多面体の外接球面（がいせつきゅうめん、英: circumscribed sphere, circumsphere:144）は、その多面体を含み、その多面体のどの頂点でも接する球面を言う:62。二次元の外接円の場合と同様、多面体 P の外接球面の半径を P の外半径 (circumradius) と言い:419、その中心を P の外心 (circumcenter) と呼ぶ:57。

## 存在と最適性
外接球面が存在する場合でも、それがその多面体の最小包含球面であるとは限らない。例えば、立方体の一つの頂点とそれに隣り合う三頂点の成す四面体を考えれば、それはもともとの立方体と同じ外接球面を持つが、この四面体は三頂点を赤道が通るより小さな球面に含まれる。とはいえ、与えられた多面体の最小包含球面は、必ずその多面体の頂点集合の適当な部分集合の凸包の外接球面になっている:630–641。

## 関連概念
外接球面は外接円の三次元における対応物である。任意の正多面体は外接球面を持つが、ほとんどの非正多面体が外接球面を持たないことは、すべての頂点が同一球面上にあるというのが一般には期待できないことから明らかである。外接球面は（それが存在するならば）包含球面—与えられた図形を含む球面—の例を与える。任意の多面体に対して最小包含球面を定義することが可能で、それは線形時間で計算できる:630–641。
ほかに多面体すべてではないけれど特定の場合には定義できる球面として、中点球面（多面体のすべての辺で接する球面）や、内接球面（多面体のすべての面で接する球面）などがある。正多面体には内接球面、中点球面、外接球面がいずれも存在して同心である:16–17。